# Guido Vael
Guido Vael (* 1947 in Flandern, Belgien; † 13. Januar 2020 in München, Deutschland) war ein schwuler Aktivist, der u. a. 1984 die Münchner AIDS-Hilfe mitbegründete. Ein Großteil seines Nachlasses befindet sich heute im Forum Queeres Archiv München.

## Leben
Guido Vael wuchs im belgischen Flandern auf. In der Nähe von Antwerpen studierte er Radiochemie. 1969 entschied er sich aus beruflichen Gründen nach Deutschland zu gehen. Im Jahr 1977 zog er nach München, wo er seinen Lebensgefährten Willi Giess kennenlernte. Mit diesem lebte Vael bis zu seinem Tod am 13. Januar 2020 zusammen.
Vael engagierte sich ab dem Ende der 1970er-Jahre aktiv in der Münchner Schwulenbewegung. So war er u. a. aktiv an der Organisation des ersten CSDs in München im Jahr 1980 beteiligt. 1984 war er ein Gründungs- und Vorstandsmitglied der Münchner AIDS-Hilfe. Ein Höhepunkt seines AIDS-Aktivismus fand im Jahr 1987 statt, als er eine Demonstration gegen den vom CSU-Politiker Peter Gauweiler geplanten Maßnahmenkatalog organisierte. Der hoch umstrittene Maßnahmenkatalog sah u. a. Zwangstests und Absonderungen von HIV-positiven Menschen vor. Nachdem er bis 1989 aktives Vorstandsmitglied der Münchner AIDS-Hilfe gewesen war, wechselte er 1990 in den Vorstand der Deutschen AIDS-Hilfe. Dort war er bis 1999 tätig. Darüber hinaus war Guido Vael von 1976 bis 1983 auch im Vorstand des Vereins für Sexuelle Gleichberechtigung (VSG) aktiv.
Von 1995 bis 2012 war Vael hauptamtlicher Leiter des Präventionsprojekts im Sub e. V. München und begründete auch die ehrenamtliche Präventionsgruppe „Sittenstrolche“. Neben der Aufklärungsarbeit zu HIV und AIDS war Vael die Stärkung des homosexuellen Selbstbewusstseins ebenfalls ein großes Anliegen. Für seine zahlreichen Leistungen übergab ihm der Münchner Oberbürgermeister a. D. Christian Ude 2009 die Medaille „München leuchtet – Den Freunden Münchens“ in Silber. Für die Videoinstallation und das gleichnamige Künstlerbuch Projektion auf die Krise (Gauweilereien in München) von Philipp Gufler wurde Vael 2014 über die Anfänge der AIDS-Krise in Deutschland interviewt.
Mit 72 Jahren starb er im Jahr 2020 nach langer Krankheit in München.